# Associação Black Bulls
Associação Black Bulls – mozambicki klub piłkarski, grający w mozambickiej pierwszej lidze, mający siedzibę w mieście Maputo.

## Sukcesy
- Moçambola[1]:
  - mistrzostwo (2): 2021, 2024.

- Puchar Mozambiku[2]:
  - zwycięstwo (1): 2023

## Występy w afrykańskich pucharach
| Sezon     | Rozgrywki     | Runda   | Kraj   | Klub                         | Dom | Wyjazd | Dwumecz |
| --------- | ------------- | ------- | ------ | ---------------------------- | --- | ------ | ------- |
| 2022/2023 | Liga Mistrzów | wstępna | Angola | Atlético Petróleos de Luanda | 0–3 | 1–2    | 1–5     |

## Stadion
Domowe mecze klub rozgrywa na stadionie o nazwie Estádio da Matola w Maputo. Stadion może pomieścić 3000 widzów.

## Reprezentanci kraju grający w klubie
Stan na kwiecień 2024.
| - Geny Catamo - Fernando Chamboco - Danito - Ernani - Fidel - Heldinho - Ivane - Jesus - Abel Maestro | - Manucho - Martinho - Melque - Nené - Pass - João Pelembe - Vitinho - Xirasse - Abbas Nshimirimana |